# Мпонела
Мпоне́ла (англ. Mponela) — селище, центральний населений пункт та адміністративний центр дистрикту Дова Центрального регіону Малаві.
Населення — 24543 особи (2018, 14322 у 2008, 9846 у 1998).